# Vauxhall Victor
Der Vauxhall Victor war ein Pkw-Modell der oberen Mittelklasse, das vom britischen GM-Tochterunternehmen Vauxhall Motors von 1957 bis 1976 hergestellt wurde. Er wurde dann in Vauxhall VX-Serie umbenannt und bis zur Ablösung durch den Vauxhall Carlton, der auf dem Opel Rekord E basierte, 1978, weitergebaut. Das letzte Modell wurde in Lizenz von Hindustan Motors in Indien als „Hindustan Contessa“ in den 1980er- und frühen 1990er-Jahren mit einem Isuzu-Motor gebaut.
Der erste Vauxhall Victor war das erste europäische Pkw-Modell mit Panorama-Windschutzscheibe. Eine Zeit lang war er Großbritanniens meistexportiertes Fahrzeug; die Exporte gingen in die USA (dort verkauft von Pontiac-Händlern, da Vauxhall seit 1925 Teil des General-Motors-Konzerns war), nach Kanada, Australien, Neuseeland, Südafrika und in asiatische Märkte (LHD und RHD), wie Ceylon (später Sri Lanka), Indien, Pakistan, Malaysia, Thailand und Singapur.
In Kanada wurde er sowohl als Vauxhall Victor (bei Pontiac-Händlern) als auch als Vauxhall Envoy (bei Chevrolet-, Oldsmobile- und Buick-Händlern) verkauft. Vom Victor wurde der erste 5-türige Werkskombi bei Vauxhall gebaut, der der 4-türigen Limousine zur Seite gestellt wurde.

## Modelle

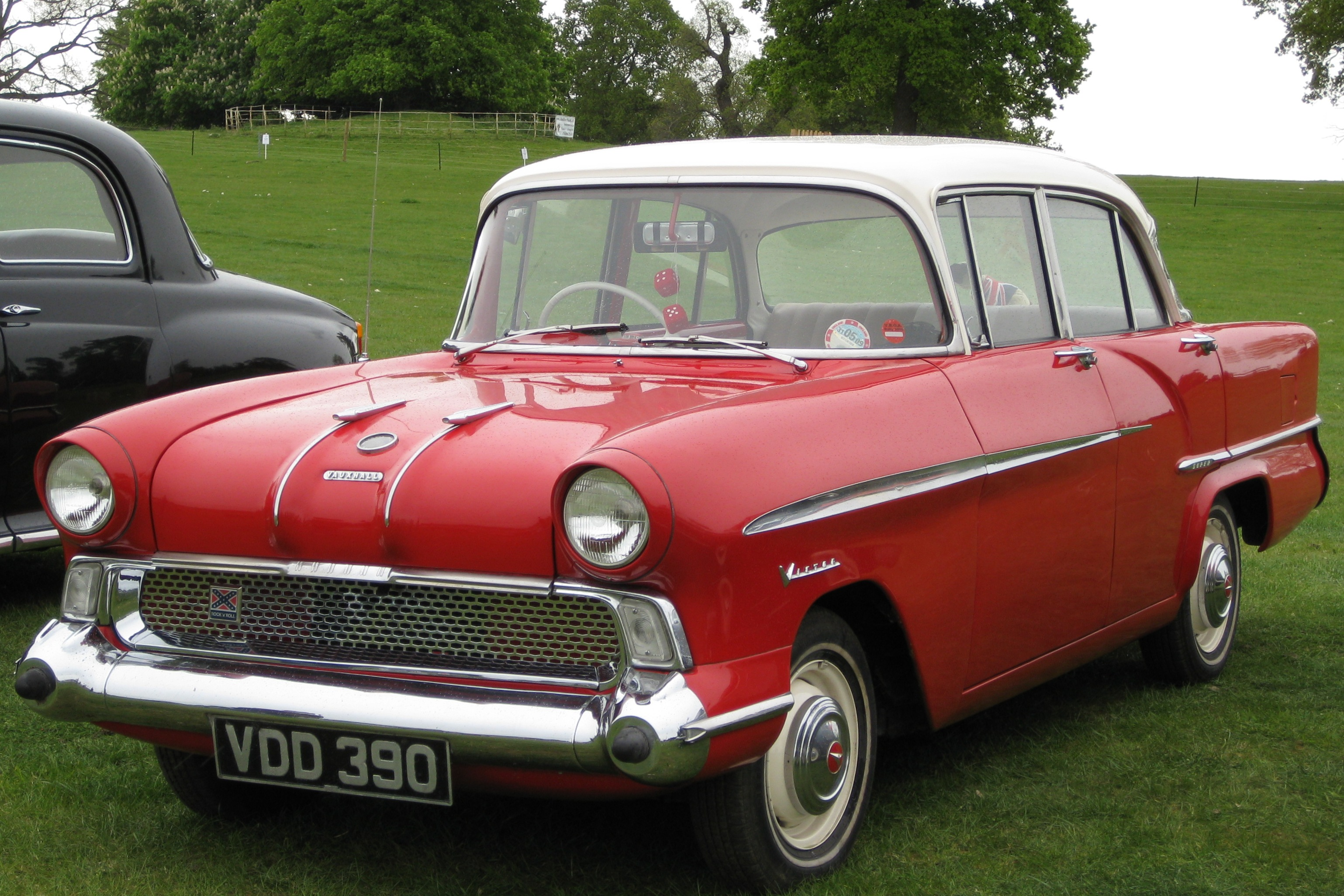
Victor F

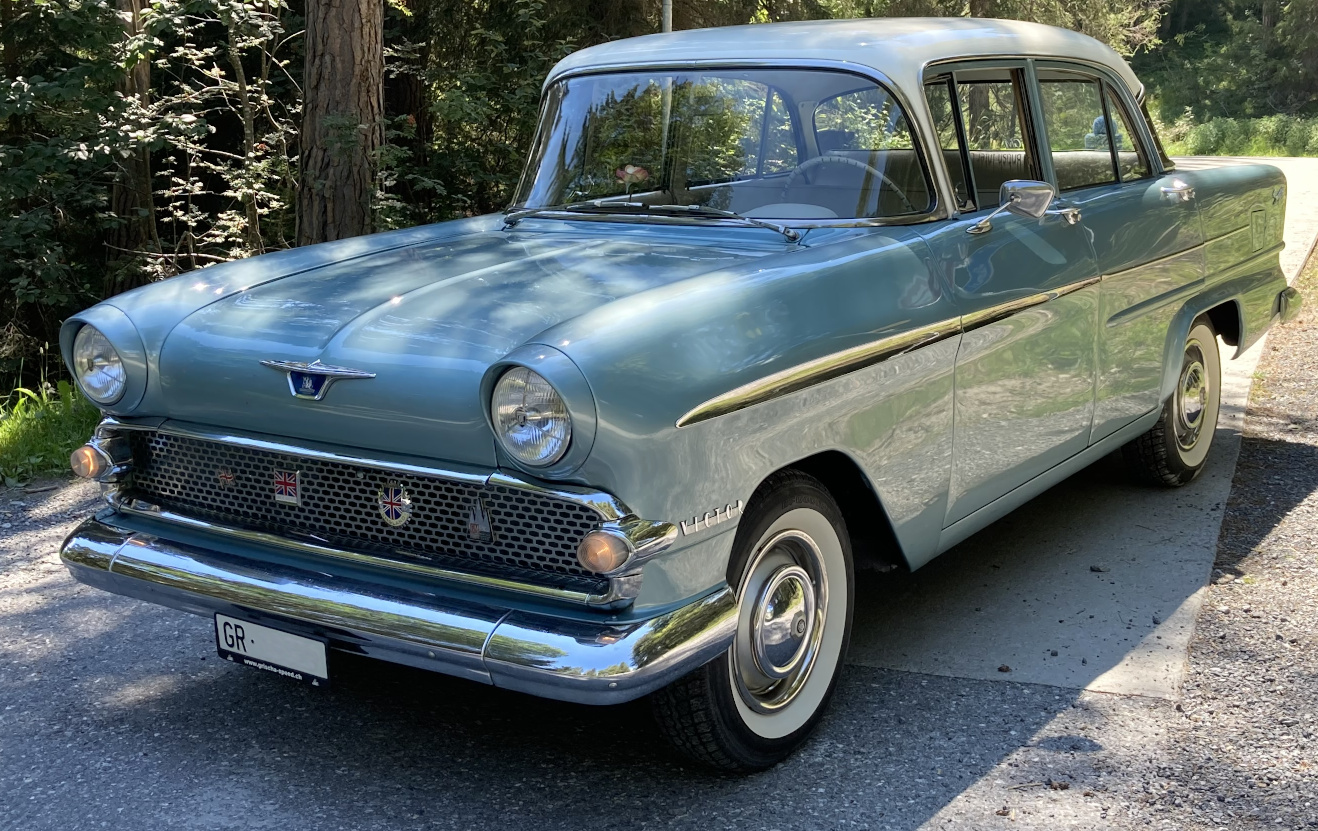
Ein „swiss made“ 1960 Victor Super F Series 2, ″Montage Suisse″ Badge ganz rechts im Grill.

### Serie F (1957–1961)
Der erste Victor wurde „Serie F“ genannt und von ihm wurden über 390.000 Stück hergestellt. Er war vergleichbar mit dem glatteren, besser verarbeiteten deutschen Opel Rekord P1, dem er technisch ähnelte, die Form war aber mehr von nordamerikanischem Styling beeinflusst. Heute sind von diesem Modell nur noch wenige erhalten, da sie sehr rostanfällig waren. Durch faustgroße Löcher, die sich bereits im dritten Jahr auftaten, galt er als der schlechteste Wagen seiner Klasse und gab seinem vorher schon in Bezug auf Haltbarkeit angeschlagenen Hersteller einen noch schlechteren Ruf.

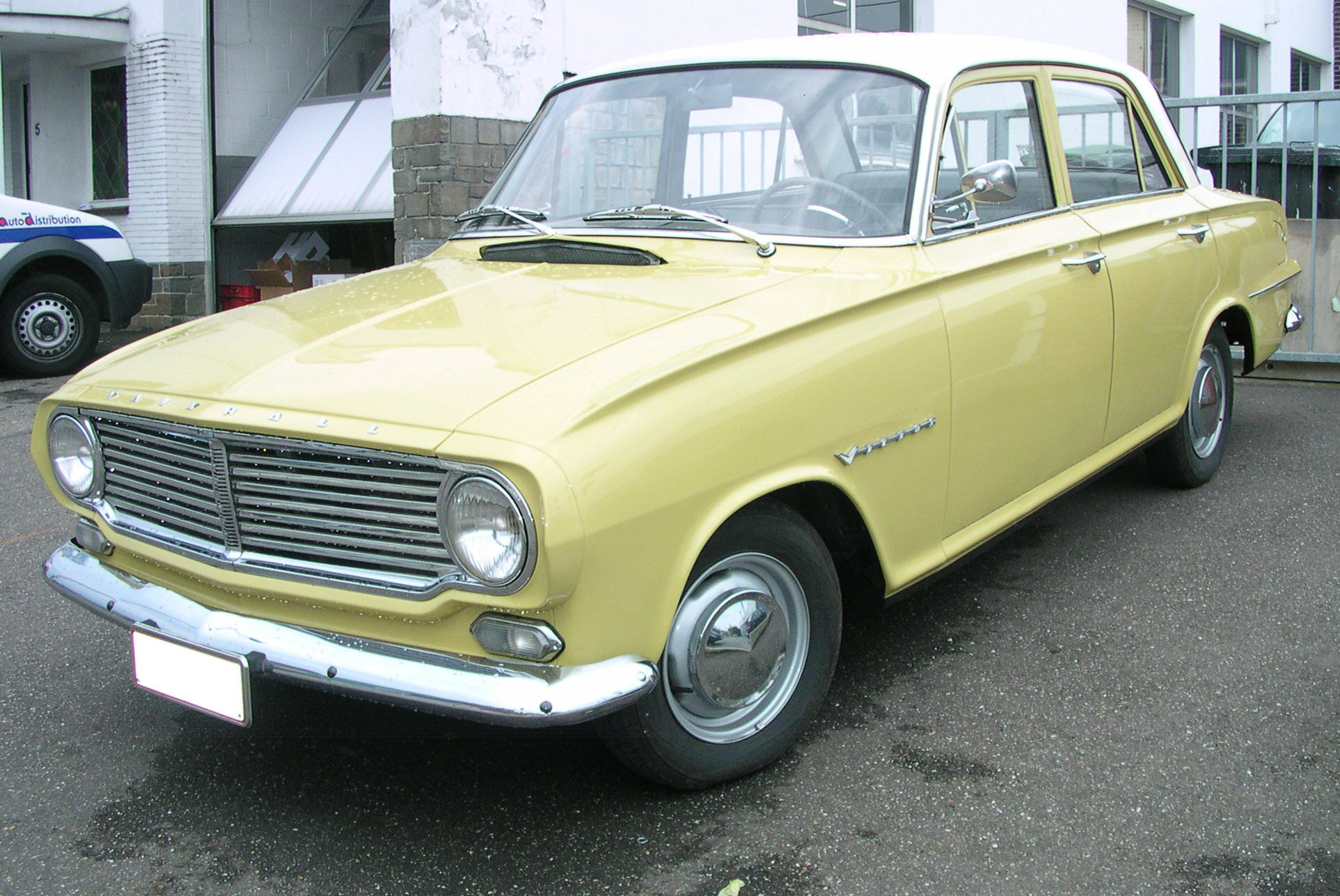
Victor FB

### Serie FB (1961–1964)
Die sauberer gestylte zweite Auflage wurde „Serie FB“ genannt. Formgebung und Haltbarkeit der Karosserie hatte man verbessert und den Wertvorstellungen der gehobeneren Käuferschicht in England angepasst. Er wurde vielfach exportiert, obgleich die Exporte in die USA 1961 eingestellt wurden, als bei Pontiac, Oldsmobile und Buick in den USA konstruierte Kompaktwagen erschienen. Daher erreichte der FB nur eine Stückzahl von 328.000, bis er als der bis dahin beste Vauxhall schon 1964 ersetzt wurde.

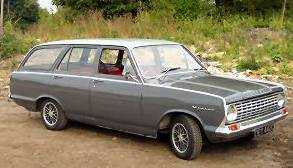
Victor FC

### Serie FC (1964–1967)
Die „Serie FC“, auch „101“ genannt, war der erste Vauxhall, der auch gebogene Seitenscheiben hatte, was eine größere Innenraumbreite ermöglichte. Vom „zusammengeschusterten“ Erscheinungsbild galt er als Rückschritt gegenüber dem konservativ-soliden, fein verarbeiteten FB. Er war mit dem deutschen Opel Rekord A vergleichbar. Es war der letzte Victor mit untenliegender Nockenwelle (ohv) und erreichte 238.000 Stück bis 1967, als er durch den mit modischem „Coke-Bottle-Hüftschwung“ versehenen FD abgelöst wurde. Um verunsicherte Kunden, die noch den rostigen FA in Erinnerung hatten, zu beruhigen, wurde der Wagen „101“ genannt, da man behauptete, er hätte 101 Verbesserungen gegenüber dem FB.

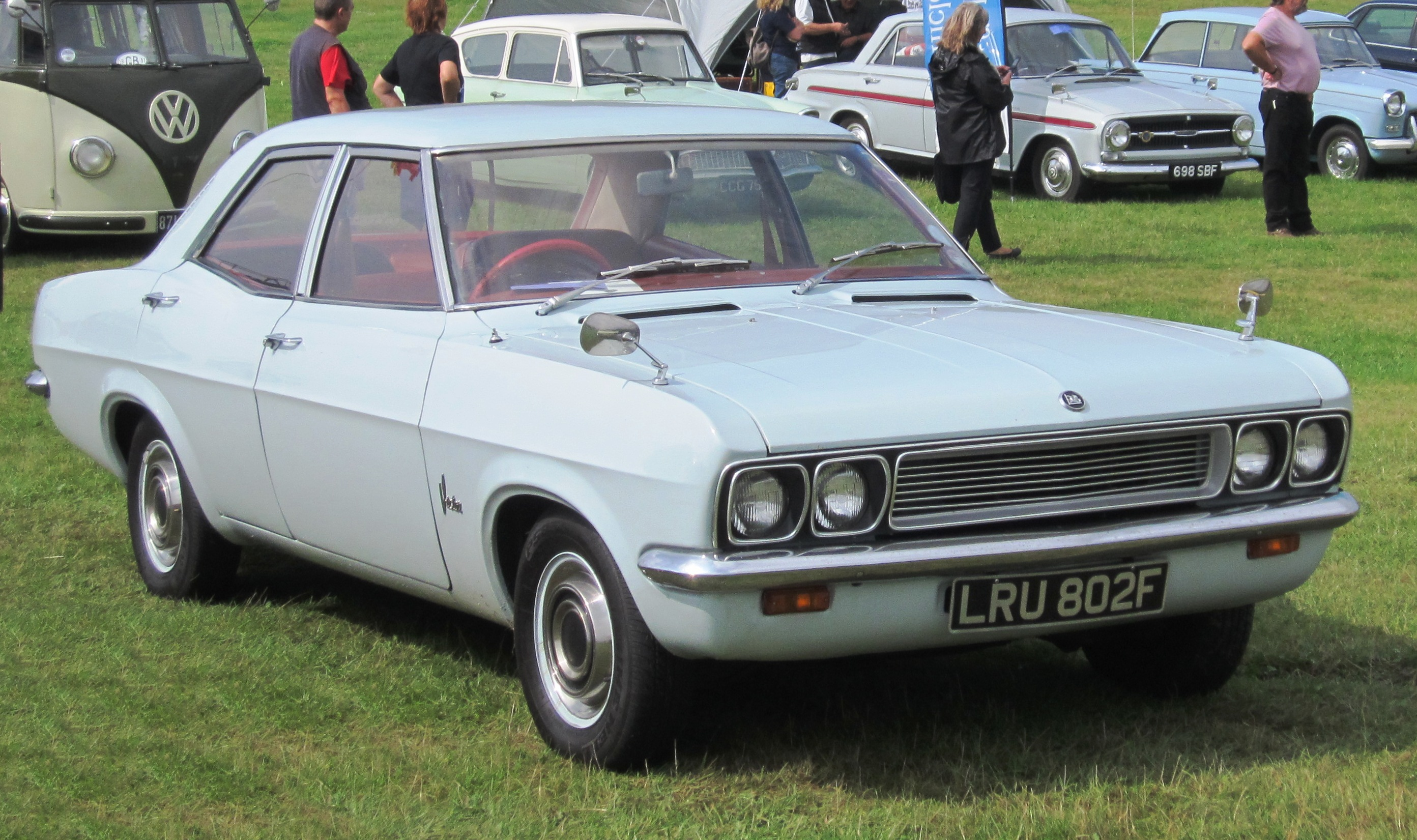
Victor FD

### Serie FD (1967–1972)
Die „Serie FD“ wurde in Großbritannien auf den Markt gebracht, als es dort eine Währungskrise und zunehmende Streikwellen gab, was zu Preiserhöhungen und schlechterer Produktqualität führte. Auf dem Papier war die neue Konstruktion der 1599-cm³- und 1975-cm³-OHC-Motoren ebenso fortschrittlich und viel besser als die vieler früherer britischer Wagen aus Massenproduktion wie die neuen Radaufhängungen, mit Schraubenfedern anstatt der sonst üblichen Blattfedern und Doppelquerlenker vorn, aber Fahrstabilität und Fertigungsqualität des FD waren viel schlechter als die Papierform es versprach. Der Tuner Blydenstein erhöhte durch andere Nockenwellen die Leistung der ohc-Maschine, so dass die Fahrleistungen den ambitionierten Vorgaben entsprachen.
Der FD hatte konturierte einzelne Sitze vorn und keine Frontsitzbank wie der Victor als braves Familienauto bisher hatte. Die neuen Sitze gehörten beim Victor 2000 (später 2000 SL nach dem Facelift von 1970) zur Serienausstattung und konnten beim Victor 1600 (später Super nach dem Facelift von 1970) als Sonderausstattung bestellt werden. Konturierte Einzelsitze waren beim VX 4/90 und Ventora Serie; letzterer hatte zusätzlich ab 1969 serienmäßig Lendenwirbelstützen. Alle Einzelsitzmodelle hatten keine Lenkradschaltung mehr, sondern ein Vierganggetriebe mit Mittelschaltung, im Falle des VX 4/90 und des Ventora auf Wunsch mit Overdrive. Die gleiche Aufhängung wurde bis 1987 auch in der Bedford CF verwendet.
Die Produktionszahlen des FD lagen mit 198.000 Stück unter denen des Vorgängers, und das über einen etwas längeren Produktionszeitraum, der im Frühjahr 1972 endete. Dies ist auch auf einen langen Streik 1970 zurückzuführen, ebenso wie auf das Wegbrechen einiger Exportmärkte: Der FD war der letzte Vauxhall Victor, der in Kanada (unter „Vauxhall“ oder „Envoy“) verkauft wurde, und der letzte offiziell nach Neuseeland eingeführte.

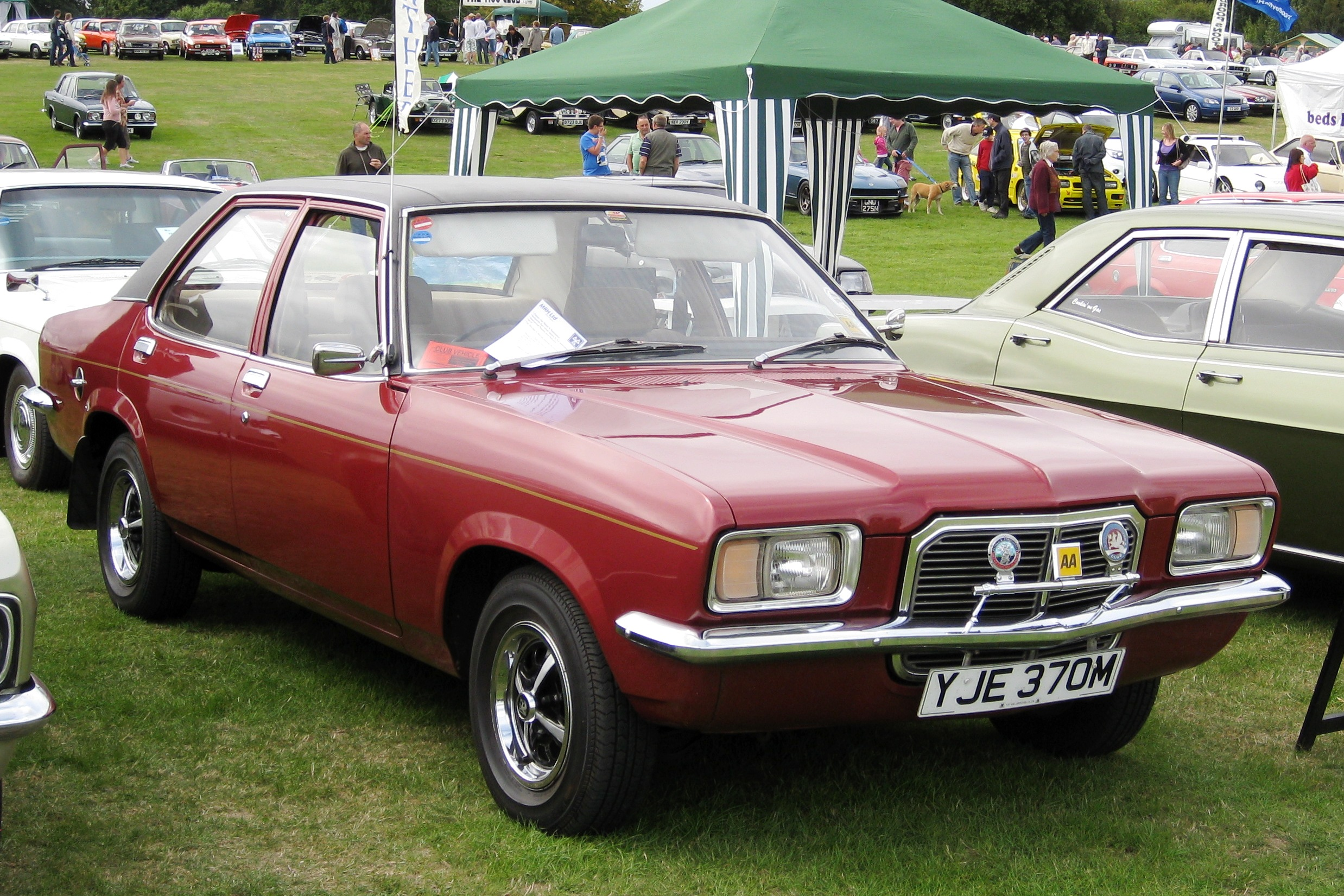
Vauxhall Victor FE

### Serie FE (1972–1976)
Die letzte Victor-Serie nannte sich „Serie FE“ oder „Transcontinental“. Der Wagen hatte die gleiche Bodengruppe wie der Opel Rekord D, aber eine leicht andere Karosserie, andere Radaufhängungen und ein anderes Lenkgetriebe (Schnecke anstatt Kugelumlauf).
Es wurden die gleichen Motoren wie beim FD eingesetzt, jedoch mit leicht vergrößertem Hubraum (1759 cm³ und 2279 cm³). Für kurze Zeit gab es einen Reihen-Sechs-Zylinder-Motor im Ventora und im 3300 SL, einem Victor-Kombi mit etwas geringerer Ausstattung als der luxuriöse Ventora. Die Kombis hatten eine stärker nach vorn geneigte Heckpartie als die Opel-Modelle und eine 50/50-Gewichtsverteilung zwischen Vorder- und Hinterachse.
1974 wurde schließlich ein echter Ventora Estate eingeführt, verbunden mit einigen anderen Änderungen am Rest der Modellpalette.
Die Energiekrise, zurückgehender Export und das immer schlechter werdende Image führten zum Niedergang von Vauxhall während der frühen 1970er Jahre; so erreichte der FE nur 55.000 Exemplare, bevor er 1976 zum VX wurde.

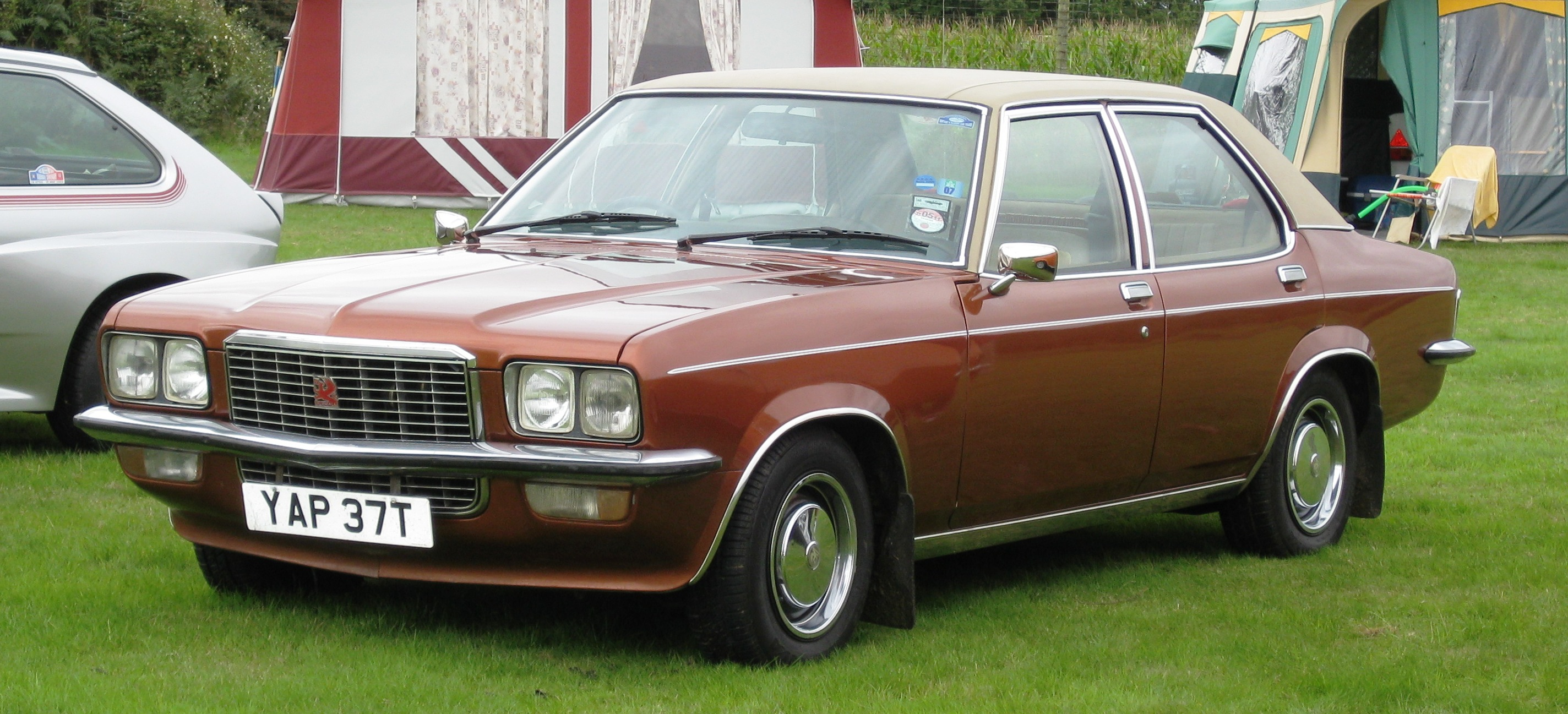
Vauxhall VX

### Serie VX (1976–1978)
Die „Serie VX“ entstand durch ein kleines Facelift der Serie FE. Man erkennt sie durch einen neuen Kühlergrill und neue Scheinwerfer, ebenso wie eine bessere Innenausstattung. Der Vauxhall VX 2300 GLS ersetzte den Ventora als Flaggschiff.

### VX 4/90 und Ventora
Der Vauxhall VX 4/90 wurde mit der Serie FB eingeführt. Anfangs hieß er kurze Zeit VX Four-Ninety und die letzte Ableitung der VX-Serie nannte sich VX 490. Die Bezeichnung leitete sich aus dem Prototyp ab: „'V'auxhall e'X'perimental '4' cylinder engine of '90' cu.in. capacity“. Außer den leistungssteigernden Veränderungen hatten die VX 4/90 einige Highlights innen und außen, die sie von den einfacheren Victor-Modellen unterschieden.
Der Vauxhall Ventora wurde 1968 in die Serie FD eingeführt und bis 1976 auch in der Serie FE gefertigt. Er hatte die Karosserie des Victor, aber den vom Bedford abgeleiteten 3294-cm³–Reihen-Sechszylinder-Motor (ursprünglich im Bedford J0 verwendet)  des größeren Vauxhall Cresta. Auch der Ventora unterschied sich vom Victor durch bessere Ausstattung.

### Big Bertha
Ein Einzelstück vom Ventora FE wurde 1974 bei Holden-Repco für die V8-Tourenwagenmeisterschaft gefertigt und erhielt den Spitznamen „Big Bertha“. Es wurde vom britischen Rennfahrer Gerry Marshall gefahren und hatte einen getunten 5,7-Liter-V8-Holden-Motor. Es hatte wenig Ähnlichkeit mit dem Serienfahrzeug, sondern erinnerte nur in seinem Gesamtkonzept etwas an dieses. Die Konstruktion war unausgereift und der Wagen hatte nach nur wenigen Rennen einen schweren Unfall. Er war zu groß und zu schwer und hatte massive Handlingprobleme, sogar in den kundigen Händen Gerry Marshalls. So entschloss man sich, ein ganz neues, viel kleineres Fahrzeug um den gleichen Motor und das gleiche (stark gekürzte) Fahrgestell zu bauen und ihm das Aussehen des „Droopsnoot“-Firenza zu geben. Dieser Wagen hatte den Spitznamen „Baby Bertha“, war sehr erfolgreich und dominierte den Rennsport, bis Vauxhall sich von dort 1977 zu Gunsten des Rallye-Engagements zurückzog.